# Glevum Ridge
Glevum Ridge ist ein zwischen 1180 und 1800 m hoher Gebirgskamm im Australischen Antarktis-Territorium. In der Britannia Range des Transantarktischen Gebirges erstreckt er sich zwischen dem Lindum Valley und dem Lemanis Valley in nördlicher Richtung zum Hatherton-Gletscher.
Benannt ist er nach dem Namen für die Stadt Gloucester in römischer Zeit.